# Ludwichowo (gmina Kęsowo)
Ludwichowo  (też: Ludwikowo) – kolonia w Polsce położona w województwie kujawsko-pomorskim, w powiecie tucholskim, w gminie Kęsowo. Miejscowość wchodzi w skład sołectwa Drożdzienica.
W latach 1975–1998 miejscowość administracyjnie należała do województwa bydgoskiego.